# ヴァーヴ・フォアキャスト・レコード
ヴァーヴ・フォアキャスト・レコード（Verve Forecast Records）は、1967年に創設されたアメリカのレコード・レーベル。
ヴァーヴ・レコードのサブ・レーベルとして発足、フォーク・ミュージックを取り扱っていたが、1972年に休止。1990年代にコンテンポラリー・ジャズを取り扱うレーベルとして復活するが、その後また休止する。2004年にヴァーヴ・ミュージック・グループの非ジャズ系（ポップス、R&B）を取り扱うレーベルとして再度復活し、現在に至る。

## 沿革
ヴァーヴ・レコードのジェリー・ショーエンバウム（Jerry Schoenbaum）とフォークウェイズ・レコードのモーゼズ・アッシュ（Moses Asch）が、フォーク・ミュージックの人気を取り入れるべく、1964年にヴァーヴ・フォークウェイズを設立。レーベルの魅力をさらに広げるため、1967年にヴァーヴ・フォアキャストに名称を変更。ショーエンバウムがレーベルの社長を務めることとなった。レーベルには、ブルース・プロジェクト、リッチー・ヘヴンス、ティム・ハーディン、ジャニス・イアン、ローラ・ニーロ、ジム・アンド・ジーンズ、ザ・ホンブレス、ボブ・リンド等が所属していた。
1970年に親会社であるMGMによって閉鎖された。その後、ポリグラムがMGMを買収。ヴァーヴ・フォアキャストのカタログはポリドールに組み込まれた。
1980年代後半にフュージョン/コンテンポラリー・ジャズ・レーベルとして復活。ジェフ・ローバーやアート・ポーター、フィリップ・セス、クリス・ボッティ、ウィル・ダウニング等スムーズ・ジャズ系の他、トニーニョ・オルタ、ヒカルド・シルヴェイラ等のブラジル系のミュージシャンがこのレーベルよりリリースされた。また、インコグニートらが所属していたイギリスのレーベル、トーキング・ラウドの配給もしていた。しかし、1998年にポリドールの親会社のポリグラムがシーグラムに買収され、ポリグラムはシーグラムが保有するユニバーサル・ミュージック（旧MCA）と合併。ヴァーヴは再度組織編制が行われ、ユニバーサルが保有するGRPレコードと合併。フォアキャストは再度休止することとなり、この時代のカタログはGRPが引き継いでいる。
2004年にヴァーヴ・ミュージック・グループの非ジャズ系（ポップス、R&B）を中心としたレーベルとして再再度復活。ブルー・サム・レコードのカタログのリイシューも行っている。2011年にはフュージョン系のサックス奏者のボニー・ジェイムスが移籍してきた。

## 所属ミュージシャン

### 初期〜休止前
- ジャニス・イアン
- ジム・アンド・ジーンズ
- ティム・ハーディン
- Harumi
- ブルース・プロジェクト
- ザ・ホンブレス
- ボブ・リンド
- ローラ・ニーロ
- リッチー・ヘヴンス

### 復活〜1990年代
- アート・ポーター
- ウィル・ダウニング
- クリス・ボッティ
- ジェフ・ローバー
- テリ・リン・キャリントン
- トニーニョ・オルタ
- フィリップ・セス

### 再復活〜2004年以降
- ブラジリアン・ガールズ
- エルヴィス・コステロ
- ジェイミー・カラム
- ディオン
- ジャッキー・グリーン
- ギルモッツ
- ジェシー・ハリス
- レディシー
- レット・ミラー
- オラベル
- スーザン・テデシー
- テディ・トンプソン
- ケイト・ウォルシュ
- リズ・ライト
- ヨーフ
- ボニー・ジェイムス
- カール・トーマス